# Aorta abdominalis
De aorta abdominalis of buikaorta is het deel van de aorta vanaf het middenrif tot de splitsing in beide arteriae iliacae communes.

## Ligging
In het middenrif zit een opening voor de aorta, ongeveer ter hoogte van de laatste borstwervels (T11-12). Het einde van de aorta abdominalis is ongeveer ter hoogte van L4-L5. Vaak is het verloop iets links van het midden. De diameter neemt met het verloop af, door de afsplitsende slagaders en dus een lager bloedvolume in de aorta zelf.
De aorta ligt tegen de wervellichamen aan en volgt daarom de natuurlijke kromming van de wervelkolom. Ter hoogte van de rugwervels is dit met de holle kant naar de buik toe.
Aan de voorzijde is de aorta bedekt door het omentum minus en de maag. Aan de achterzijde wordt de aorta gescheiden van de ruggenwervels door een ligament dat over de gehele wervelkolom loopt in de lengte en door lendenaders.

## Collaterale bloedvoorziening
De collaterale bloedvoorziening houdt in dat andere bloedvaten het "dekkingsgebied" van de aorta abdominalis (deels) voorzien van bloed met hun vertakkingen. Slagaders die collateralen vormen met de aorta abdominalis zijn de arteria thoracica interna en de arteria epigastria inferior.

## Vertakkingen
De vertakkingen van de aorta abdominalis kunnen verdeeld worden in drie groepen, afhankelijk van de locatie ten opzichte van de verschillende lagen van het buikvlies:
- Visceraal
  - Truncus coeliacus
  - Arteria mesenteria superior
  - Arteria mesenteria inferior
  - Arteria suprarenalis media*
  - Arteria renalis*
  - Arteria testicularis*/Arteria ovarica*
- Pariëtaal
  - Arteria phrenica inferior*
  - Arteria lumbaris*
  - Arteria sacralis mediana
- Terminaal
  - Arteria iliaca communis*

* slagaders aangegeven met een * komen in paren voor. De andere slagaders komen in enkelvoud voor.